# Schloss Karlstein (Bayern)

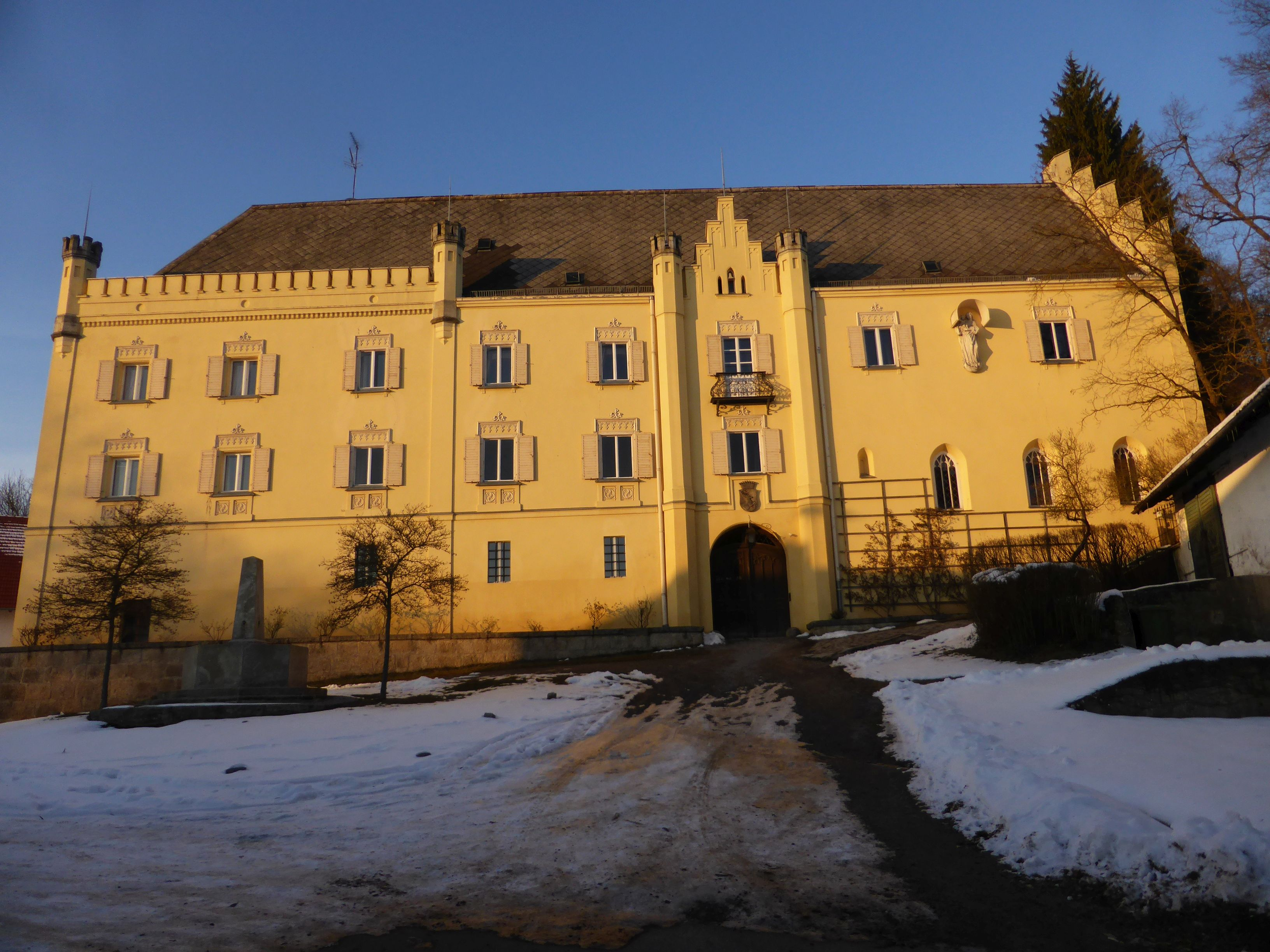
Schloss Karlstein heute

Schloss Karlstein

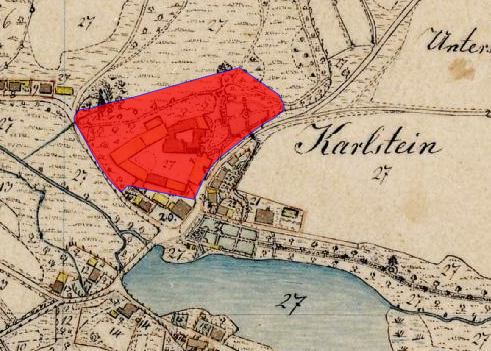
Lageplan von Schloss Karlstein (Bayern) auf dem Urkataster von Bayern

Das Schloss Karlstein liegt im Markt Regenstauf im Landkreis Regensburg und steht im Ortsteil Karlstein. Die Anlage ist unter der Aktennummer D-3-75-190-42 als Baudenkmal verzeichnet. „Archäologische Befunde des Mittelalters und der frühen Neuzeit im Bereich von Schloss Karlstein, darunter die Spuren von Vorgängerbauten, älterer Bauphasen und abgegangener Gebäude“ werden zudem als Bodendenkmal unter der Aktennummer D-3-6839-0128 geführt.

## Geschichte
Der Name Karlstein kann von der Burg des Chadolth abgeleitet werden (Chadoltstein). Die ersten Herren von Karlstein waren die Hofer von Lobenstein. Vor 1381 wurde der Besitz an die Herren von Leuchtenberg verpfändet, die 1393 die Burg umbauten. Hier stand ursprünglich die mittelalterliche Burg Karlstein, die von dem heutigen Schlossbau völlig überbaut wurde.
Im Jahr 1632 wurde das Schloss während des Dreißigjährigen Kriegs durch den schwedischen General Craz geplündert.
Im Laufe der Zeit wechselte öfter der Besitzer des Schlosses. 1766 war Freiherr von Schneid (1734–1802) der hiesige Besitzer. Dieser vererbte das Anwesen 1802 seinem Neffen aus dem Adelsgeschlecht von Drechsel, dem Freiherrn Karl (Carl) Joseph von Drechsel (1778–1838), verheiratet mit Therese Gräfin von Freyen-Seiboltsdorf (1778–1848). Karl Joseph von Drechsel war am 26. Juni 1778 in Spindlhof geboren worden. Seine Eltern starben in sehr jungen Jahren während der damaligen Pockenepidemie, der Vater (geb. am 26. Februar 1754 in Kager bei Pemfling), die Mutter am 7. April 1780. Der Vater war 'Hauptpfleger' von Regenstauf (heute: Landrat und Amtsrichter), die Mutter war eine geb. von Schneid, Nichte des Besitzers von Spindlhof und des Weihbischofs von Regensburg. Von Valentin Anton von Schneid (1734–1802) erbte Graf Drechsel Schloss Karlstein.
Karl Joseph von Drechsel wurde Erster Bayerischer Generalpostmeister: Wegen Missbrauch war dem Fürsten Thurn und Taxis die Post weggenommen worden. 1817 bekam Karl Joseph von Drechsel die leitende Funktion in der neuen bayerischen Post: Bayerischer Generalpostmeister. 1826 Generalkommisär in Ansbach, 1828 Regierungspräsident in Augsburg, 1837 Mitglied der Kammer der Abgeordneten.

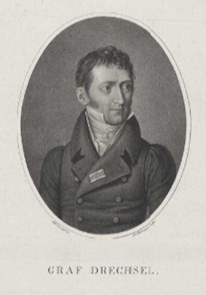
Karl Joseph von Drechsel, Deutsche digitale Bibliothek

Bis zum Tod von Carl Ludwig Graf von Drechsel in 1989 war es im Besitz der in den Grafenstand nobilitierten von Drechsel-Deufstetten. Sie gründeten für Karlstein und den Nebengütern einen Familienfideikommiss und besaßen des Weiteren mit Naabeck ein zusätzliches Allodialgut. Gut Karlstein beinhaltete 1941 einen Umfang von 984 ha. Da Carl Ludwig von Drechsel kinderlos blieb, fiel das Schloss, ohne nennenswerten Grundbesitz an seinen Neffen Franz Graf von Drechsel auf Wolfersdorf, deren Familienzweig das 1830 erlangte Gut Wolfersdorf bei Bernhardswald in den 1980er Jahren in Folge von Erbauseinandersetzungen veräußerten. Gut Wolfersdorf wurde abgerissen und ist heute aufwändig nach alten Plänen schlossähnlich rekonstruiert. Das Schloss Karlstein befindet sich seit 1989 im Besitz der Grafen Drechsel-Wolfersdorf.
Auf Schloss Karlstein wuchs der Widerstandskämpfer gegen den Nationalsozialismus Max Ulrich Graf von Drechsel auf.

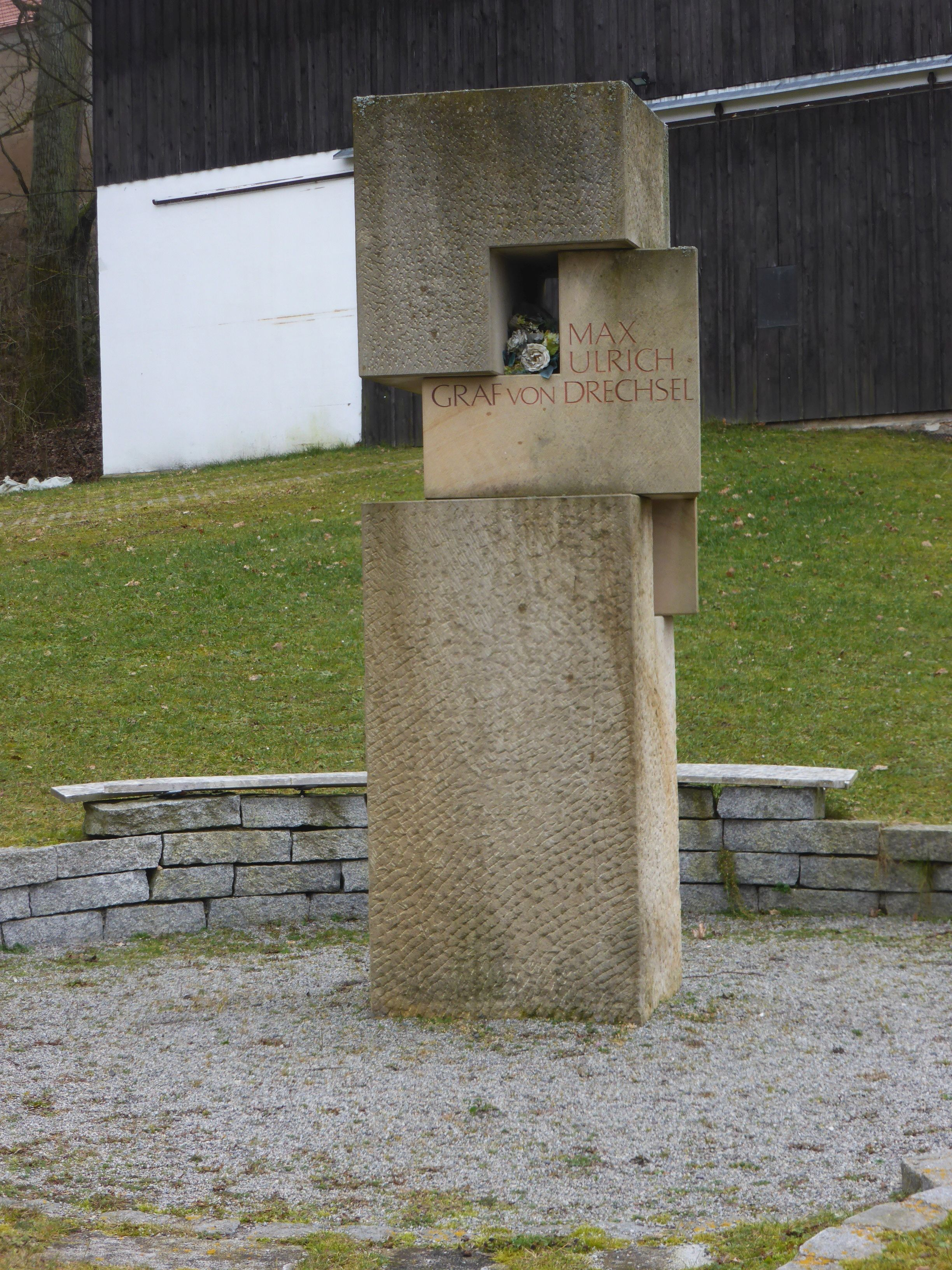
Denkmal für Max Ulrich Graf von Drechsel

## Gebäude
Nach 1900 wurde das Schloss erweitert und umgebaut, wodurch es seine heutige Form erhielt. Das Gebäude im Stil der Neugotik liegt in einer Parkanlage und verfügt über vier Flügel. Im Südflügel befindet sich die Schlosskapelle St. Ulrich. Hier findet einmal wöchentlich ein katholischer Gottesdienst statt. In der Kapelle liegen die Gruften zweier ehemaliger Bewohner des Schlosses, der Herren Teuffel von Pirkensee und Hornbeck.
Das Schloss ist bis heute in Privatbesitz der Grafen von Drechsel; es kann daher nur von außen besichtigt werden.

## Besitzer (Auszug)
- Valentin, Freiherr von Schneidt (1734–1802), Weihbischof von Regensburg
- August[10] Graf von Drechsel (1810–1880), Kammerherr, Generalmajor der Landwehr, Malteserritter ⚭ Maximiliane Gräfin Bayrstorff
- Carl (Karl)[11] Graf von Drechsel (1842–1928), erbl. Reichsrat der Krone Bayerns ⚭ Helene von Tschirschky und Bögendorff
- Carl August Graf von Drechsel (1874–1963), Dr. jur.,[12] Kammerherr ⚭ Karoline Gräfin von und zu Lerchenfeld auf Köfering und Schönberg
- Carl Ludwig Graf von Drechsel (1907–1989), Dipl.-Landwirt auf Hof- und Forstgut Karlstein, Malteserritter ⚭ Maria-Theresia Gräfin von Deym, Freiin von Stritez
- Grafen von Drechsel auf Wolfersdorf (1989)